# Tjeckiens senat

Senatens emblem

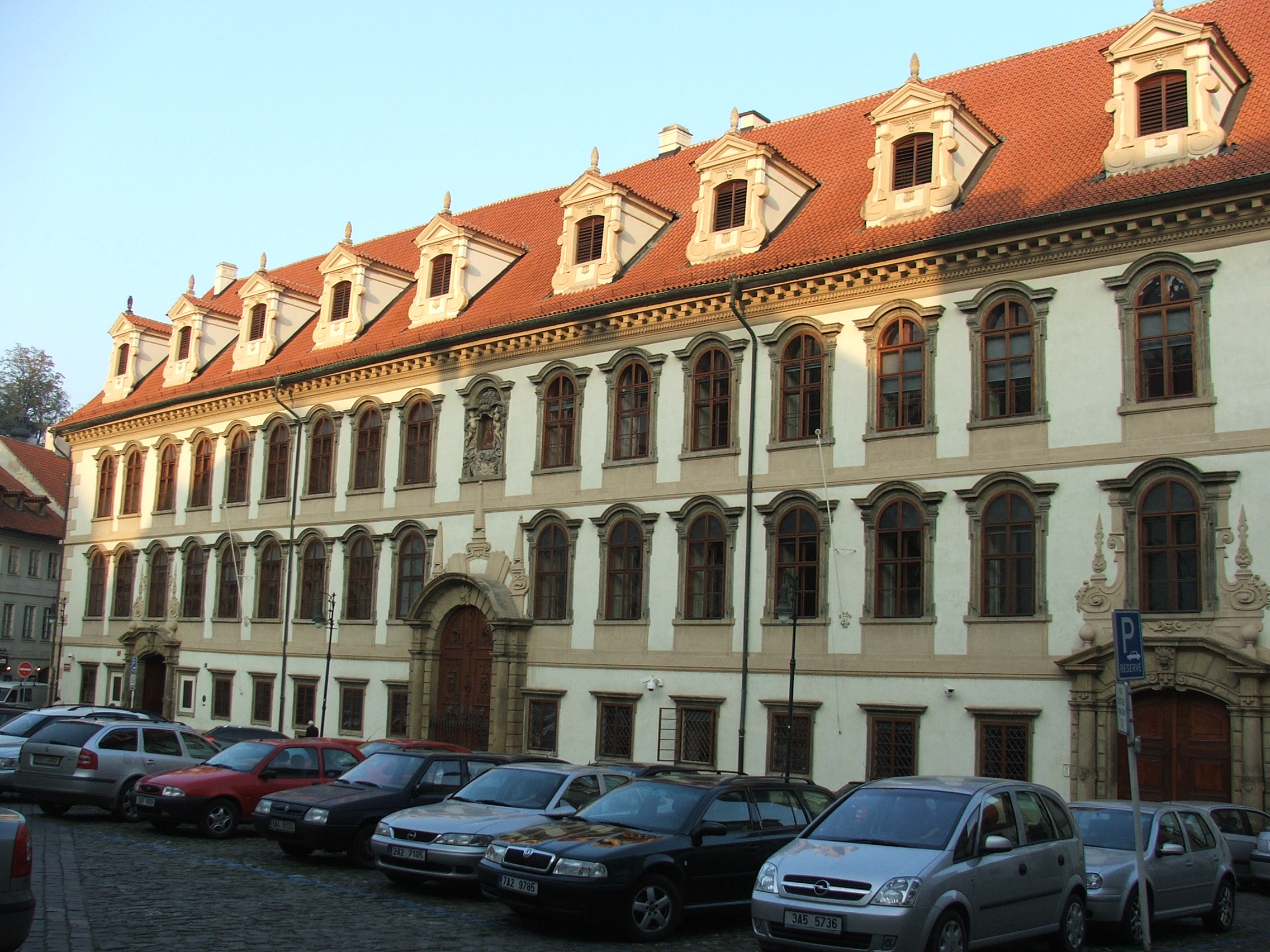
Wallensteinpalatset

Tjeckiens senat (tjeckiska: Senát Parlamentu České republiky) är överhuset i Tjeckiens parlament.
Senaten har 81 ledamöter som väljs i majoritetsval i enmansvalkretsar för sexårsperioder. Val sker vartannat år för en tredjedel av ledamöterna åt gången. I motsats till underhuset, deputeradekammaren, kan senaten inte upplösas av presidenten.
Deputeradekammaren är mer inflytelserik än senaten då Tjeckiens regering endast är ansvarig inför deputeradekammaren som också kan genomdriva lagförslag med absolut majoritet trots senatens veto. Vid grundlagsändringar krävs dock kvalificerad majoritet (3/5) i båda kamrarna. De båda kamrarna utser också gemensamt presidenten samt domare i Tjeckiens konstitutionsdomstol. 
Senatens talman är ställföreträdare till Tjeckiens president. Senatens säte är Wallensteinpalatset i Prag.